# Porricondyla unidentata
Porricondyla unidentata är en tvåvingeart som beskrevs av Parnell 1971. Porricondyla unidentata ingår i släktet Porricondyla och familjen gallmyggor. Inga underarter finns listade i Catalogue of Life.